# Słupsks vojvodskap
Słupsks vojvodskap (polska Województwo słupskie) var åren 1975–1998 ett vojvodskap i nordvästra Polen. Huvudstad var Słupsk. 

## Städer
- Słupsk – 102 370
- Lębork – 37 026
- Bytów – 17 670
- Ustka – 17 256
- Człuchów – 15 249
- Sławno – 14 344
- Miastko – 11 931
- Czarne – 6 445
- Debrzno – 5 126
- Łeba – 4 198
- Kępice – 3 939